# Boulieu-lès-Annonay
Boulieu-lès-Annonay – miejscowość i gmina we Francji, w regionie Owernia-Rodan-Alpy, w departamencie Ardèche.
Według danych na rok 1990 gminę zamieszkiwały 1942 osoby, a gęstość zaludnienia wynosiła 206 osób/km² (wśród 2880 gmin regionu Rodan-Alpy Boulieu-lès-Annonay plasuje się na 449. miejscu pod względem liczby ludności, natomiast pod względem powierzchni na miejscu 1166.).

## Współpraca
Miejscowość partnerska:
- Bonheiden, Belgia